# Education Citystadion
Het Education Citystadion (Arabisch: استاد المدينة التعليمية) is een multifunctioneel stadion in Ar Rayyan in Qatar. De bijnaam van het stadion is 'Jewel of the Desert'. 

## Bouw
Het stadion is gebouwd in de omgeving van universiteitscampussen die gebouwd is op initiatief van de Qatar Foundation en deze omgeving wordt Education City genoemd. De bouw begon in 2016. De bouw van het stadion had enige vertraging opgelopen en daardoor was de opening later dan gepland, namelijk op 15 juni 2020. Omdat de opening werd uitgesteld kon ook de finale van het wereldkampioenschap voetbal voor clubs 2019 niet in dit stadion gespeeld worden. Die finale verhuisde naar het Khalifa Internationaal Stadion. 
Bij de opening van het stadion was de capaciteit 44.667 toeschouwers. Na dat toernooi zal de capaciteit worden teruggebracht naar rond de 25.000 toeschouwers. De bedoeling is dat een deel van de zitplekken wordt gedoneerd aan ontwikkelingslanden.

## Gebruik
De eerste officiële wedstrijd werd gespeeld op 3 september 2020. Al-Sadd speelde tegen Al Kharaitiyat SC.
In 2021 vond in dit stadion de finale van het wereldkampioenschap voetbal voor clubs van 2020 plaats. In de finale won het Duitse Bayern München met 1–0 van het Mexicaanse Tigres UANL. Naast deze finale werden er nog drie andere wedstrijden gespeeld. Het was één van de stadions op de FIFA Arab Cup 2021. Er vinden in totaal vier groepswedstrijden plaats, vier groepswedstrijden en een kwartfinale.

### Wereldkampioenschap voetbal 2022
Dit stadion is gebouwd om in 2022 te kunnen worden gebruikt op het wereldkampioenschap voetbal 2022.
| Datum            | Tijd (UTC+3) | Thuisteam  | Uitslag | Uitteam       | Fase           | Toeschouwers | Onderling resultaat |
| ---------------- | ------------ | ---------- | ------- | ------------- | -------------- | ------------ | ------------------- |
| 22 november 2022 | 16:00        | Denemarken | 0–0     | Tunesië       | Groepsfase     | 42.925       | onderling resultaat |
| 24 november 2022 | 16:00        | Uruguay    | 0–0     | Zuid-Korea    | Groepsfase     | 41.663       | onderling resultaat |
| 26 november 2022 | 16:00        | Polen      | 2–0     | Saoedi-Arabië | Groepsfase     | 44.259       | onderling resultaat |
| 28 november 2022 | 16:00        | Zuid-Korea | 2–3     | Ghana         | Groepsfase     | 43.983       | onderling resultaat |
| 30 november 2022 | 18:00        | Tunesië    | 1–0     | Frankrijk     | Groepsfase     | 43.627       | onderling resultaat |
| 2 december 2022  | 18:00        | Zuid-Korea | 2–1     | Portugal      | Groepsfase     | 44.097       | onderling resultaat |
| 6 december 2022  | 18:00        | Marokko    | 0–0     | Spanje        | Achtste finale | 44.667       | onderling resultaat |
| 9 december 2022  | 18:00        | Kroatië    | 1–1     | Brazilië      | Kwartfinale    | 43.893       | onderling resultaat |

### Aziatisch kampioenschap voetbal 2023
Tijdens het Aziatisch kampioenschap voetbal worden er zes wedstrijden in dit stadion gespeeld, vier groepswedstrijden, een achtste finale en een kwartfinale.
| Datum           | Tijd  | Thuisteam     | Uitslag | Uitteam                      | Competitie     | Toeschouwers | Onderlingsresultaat |
| --------------- | ----- | ------------- | ------- | ---------------------------- | -------------- | ------------ | ------------------- |
| 14 januari 2024 | 20:30 | Iran          | 4–1     | Palestina                    | Groepsfase     | 27.691       | onderling resultaat |
| 19 januari 2024 | 14:30 | Irak          | 2–1     | Japan                        | Groepsfase     | 38.663       | onderling resultaat |
| 23 januari 2024 | 18:00 | Iran          | 2–1     | Verenigde Arabische Emiraten | Groepsfase     | 34.259       | onderling resultaat |
| 25 januari 2024 | 18:00 | Saoedi-Arabië | 0–0     | Thailand                     | Groepsfase     | 38.773       | onderling resultaat |
| 30 januari 2024 | 19:00 | Saoedi-Arabië | 1–1     | Zuid-Korea                   | Achtste finale | 42.389       | onderling resultaat |
| 3 februari 2024 | 14:30 | Iran          | 2–1     | Japan                        | Kwartfinale    | 35.640       | onderling resultaat |

Lusailstadion (Lusail) · Al Baytstadion (Al Khawr) · Al Thumamastadion (Doha) · Stadion 974 (Doha) · Al Janoubstadion (Al Wakrah) · Education Citystadion (Al Rayyan) · Khalifastadion (Al Rayyan) · Al Rayyanstadion (Al Rayyan)